# Fernanda Muñoz (peleadora)
Fernanda Muñoz (nacida el 13 de febrero de 1996) es una artista marcial mixta colombiana que ha competido en la división de peso mosca de Ultimate Warrior Challenge y LUX Fight League, donde obtuvo el Campeonato Femenino de Peso Mosca. Para el 3 de junio de 2025, Fernada ocupa el quinto puesto en el ranking de luchadoras libra por libra de Latinoamérica, según Tapology.

## Carrera de artes marciales mixtas

### Carrera temprana
Inició su carrera profesional en agosto de 2017, aunque perdiendo dos de sus tres primeros combates. Posteriormente, Muñoz emigró a México, debutando en el evento inaugural de Budo Sento Championship el 14 de noviembre de 2020 con victoria sobre Fernanda Larios por decisión unánime.

### Ultimate Warrior Challenge México
En 2021, Muñoz llegaba a Ultimate Warrior Challenge (UWC), siendo programada para enfrentar a Joselín Fuller el 26 de noviembre de ese año en UWC México 30. Ganó la pelea por nocaut técnico en el segundo asalto.
Muñoz se enfrentó a Nadine Mandiau el 25 de marzo de 2022 en UWC México 32, ganando la pelea por sumisión en el segundo asalto tras someter a su oponente con un armbar. El 27 de mayo en UWC México 34, derrotó a Sandra Chimeyo por nocaut técnico en el primer asalto.

### LUX Fight League
Muñoz firmaría con LUX Fight League a inicios de 2023. En su debut el 17 de marzo, enfrentó a Daniela Villasmil en LUX 031 y se llevó una victoria por decisión dividida.
Muñoz se enfrentó a Luisa Fernanda Cifuentes el 30 de junio de 2023 en LUX 033. Ganó la pelea por decisión unánime.

#### Campeonato de Peso Mosca Femenino
Muñoz fue programada como la contendiente #1 al Campeonato de peso mosca femenil que obstentaba Eli Rodríguez para el 6 de octubre de 2023 en el evento LUX 036. Allí, ella misma termino siendo la nueva campeona al ganar por decisión unánime.

## Campeonatos y logros
- LUX Fight League
  - Campeonato de Peso Mosca Femenino de LUX (una vez)

## Récord en artes marciales mixtas
| Récord profesional | Récord profesional | Récord profesional |
| 11 peleas          | 9 victorias        | 2 derrotas         |
| ------------------ | ------------------ | ------------------ |
| Nocaut             | 4                  | 1                  |
| Sumisión           | 1                  | 0                  |
| Decisión           | 4                  | 1                  |

| Resultado | Récord | Oponente                 | Método              | Evento                        | Fecha                   | Ronda | Tiempo | Localización         | Notas                                             |
| --------- | ------ | ------------------------ | ------------------- | ----------------------------- | ----------------------- | ----- | ------ | -------------------- | ------------------------------------------------- |
| Victoria  | 9–2    | Sandra Chimeyo           | TKO (golpes)        | UWC México 55                 | 23 de febrero de 2025   | 1     | 2:35   | Tijuana              |                                                   |
| Victoria  | 8–2    | Eli Rodríguez            | Decisión (unánime)  | LUX 036                       | 6 de octubre de 2023    | 5     | 5:00   | Guadalajara          | Ganó el Campeonato de Peso Mosca Femenino de LUX. |
| Victoria  | 7–2    | Luisa Fernanda Cifuentes | Decisión (unánime)  | LUX 033                       | 30 de junio de 2023     | 3     | 5:00   | Cholula de Rivadavia |                                                   |
| Victoria  | 6–2    | Daniela Villasmil        | Decisión (dividida) | LUX 031                       | 17 de marzo de 2023     | 3     | 5:00   | Ciudad de México     |                                                   |
| Victoria  | 5–2    | Sandra Chimeyo           | TKO (golpes)        | UWC México 34                 | 27 de mayo de 2022      | 1     | 2:19   | Tijuana              |                                                   |
| Victoria  | 4–2    | Nadine Mandiau           | Sumisión (armbar)   | UWC México 32                 | 25 de marzo de 2022     | 2     | 3:54   | Tijuana              |                                                   |
| Victoria  | 3–2    | Joselin Fuller           | TKO                 | UWC México 30                 | 26 de noviembre de 2021 | 2     | 3:45   | Tijuana              |                                                   |
| Victoria  | 2–2    | Fernanda Larios          | Decisión (unánime)  | BSC 1                         | 14 de noviembre de 2020 | 3     | 5:00   | Ciudad de México     |                                                   |
| Victoria  | 1–2    | Jessica Artavia Tijerino | TKO (golpes)        | UCC 42: Espinoza vs. Blackman | 26 de agosto de 2018    | 2     | 2:30   | Ciudad de Panamá     |                                                   |
| Derrota   | 0–2    | Verónica Vargas          | KO (golpe)          | Center Real Fights 30         | 9 de junio de 2018      | 2     | 0:34   | San José             |                                                   |
| Derrota   | 0–1    | Anna Hyvarinen           | Decisión (unánime)  | Fantastic Fight Night 7       | 17 de agosto de 2017    | 3     | 5:00   | Ciudad de Panamá     |                                                   |